# Megamedia
Megamedia es un grupo mediático chileno, propiedad del holding chileno Bethia. Controla cinco canales de televisión y cinco radioemisoras, siendo la marca principal Mega, el primer canal privado de televisión abierta del país.
La marca Mega Media surge en 2019, tras la reorganización de Bethia Comunicaciones, la matriz comunicacional de Bethia, de la cual Red Televisiva Megavisión era una de las filiales. Se establece como nombre oficial del grupo en agosto de 2020, al fusionar Red Televisiva Megavisión con Bethia Comunicaciones, conformándose como la empresa continuadora de Red Televisiva Megavisión a nivel de grupo.

## Historia
El 27 de diciembre de 2011, el canal Mega (fundado por Ricardo Claro Valdés en 1990 y propiedad del Grupo Claro) fue vendido al grupo Bethia liderado por Liliana Solari, controlador de la tienda por departamentos Falabella, en una operación estimada en 88 mil millones de pesos. Así se crea la filial Bethia Comunicaciones.
En marzo de 2012 inicia sus transmisiones Candela FM, la primera radio del canal.
El 31 de mayo de 2016, Bethia confirma la venta del 27,5 % del canal al grupo estadounidense Discovery Communications (posteriormente absorbida en Warner Bros. Discovery). La venta fue confirmada en abril por la Fiscalía Nacional Económica con un costo de 40 mil millones de pesos. Debido a esto, Mega añade varios programas de los canales de Discovery, Inc. a su programación. Esta alianza duró hasta 2022, cuando el conglomerado estadounidense vende su porcentaje.
El 3 de julio de 2023, Megamedia anunció que Mega dejaría de emitirse en la cableoperadora Telefónica-Movistar debido a un incumplimiento por parte de la operadora del acuerdo que regula las condiciones para la presencia del canal en la parrilla. No obstante, el 10 de julio del mismo año, Mega logró un acuerdo con Movistar, después de negociaciones realizadas por las dos entidades, de manera de que la señal retoma las transmisiones con normalidad en la plataforma de televisión de la empresa.

## Marcas
| Marca                     | Tipo                            | Creación                                                | Observaciones |
| Megamedia Televisión S.A. | Megamedia Televisión S.A.       | Megamedia Televisión S.A.                               | Megamedia Televisión S.A. |
| ------------------------- | ------------------------------- | ------------------------------------------------------- | --- |
| Mega                      | Televisión abierta              | 1990                                                    | Canal principal del grupo. |
| Mega 2                    | Televisión abierta              | 2022                                                    | Enfocado en programación cultural, viajes, entretención y deportes. |
| ETC                       | Televisión por cable            | 1996                                                    | Enfocado en la programación infantojuvenil, anime y torneos de E-Sports. Adquisición del 70% de la propiedad a ETC Medios S.A. en 2009, llegando al 100% en 2017. |
| Mega Ficción              | Televisión por cable            | 2022                                                    | Enfocado en las producciones dramáticas del grupo. |
| Meganoticias Ahora        | Televisión por cable e internet | 2024                                                    | Enfocado en programas informativos y de actualidad. |
| Mega Tiempo               | Television por cable e internet | 2024                                                    | Enfocado en el clima. Corresponde al primer canal chileno enfocado exclusivamente en el clima. |
| Megamedia Radio S.A.      |                                 |                                                         | |
| Radio Disney              | Radioemisora                    | 2008                                                    | Bajo licencia de The Walt Disney Company Latin America, adquirida a Copesa en 2020. |
| Radio Carolina            | Radioemisora                    | 1975                                                    | Adquirida en 2017 desde Grupo Dial (Copesa). |
| Radio Infinita            | Radioemisora                    | 1977                                                    | Adquirida en 2017 desde RBR Radios. |
| Romántica FM              | Radioemisora                    | 1990                                                    | Adquirida en 2017 desde RBR Radios. |
| FM Tiempo                 | Radioemisora                    | 1983 (como radioemisora) 2023 (como radio por internet) | Adquirida en 2017 desde RBR Radios. Empieza a emitir como radio por internet después de que la señal FM fuese puesta bajo arriendo debido a problemas económicos. |
| Radio Candela             | Radioemisora                    | 2012 (como radioemisora) 2022 (como radio por internet) | Emisora enfocada inicialmente en la música tropical y latina, aunque con el tiempo se inclinó hacia lo tropical y popular, y finalmente en la música pop latina. La radio cerró sus emisiones en el dial el 30 de octubre de 2020, siendo reemplazada por radio Disney. El 16 de abril de 2022, la radio fue relanzada como radio por Internet. |
| Otras propiedades         |                                 |                                                         | |
| Mega Global Entertainment | Distribuidor                    | 2018                                                    | Empresa conjunta entre SBS (Corea del Sur), Mega (Chile), Mediaset (Italia), y Zona A (Colombia). |
| Mega Go                   | Streaming                       | 2022                                                    | Servicio de streaming de video. |

### Marcas difuntas
- Mega Plus (televisión por cable, 2019-2024): Enfocado en los programas de viajes, gastronomía, noticias y series. Inició sus transmisiones el 1 de enero de 2019 y cesó sus transmisiones el 15 de marzo de 2024.[16][17][18]